# Nero Wolfe

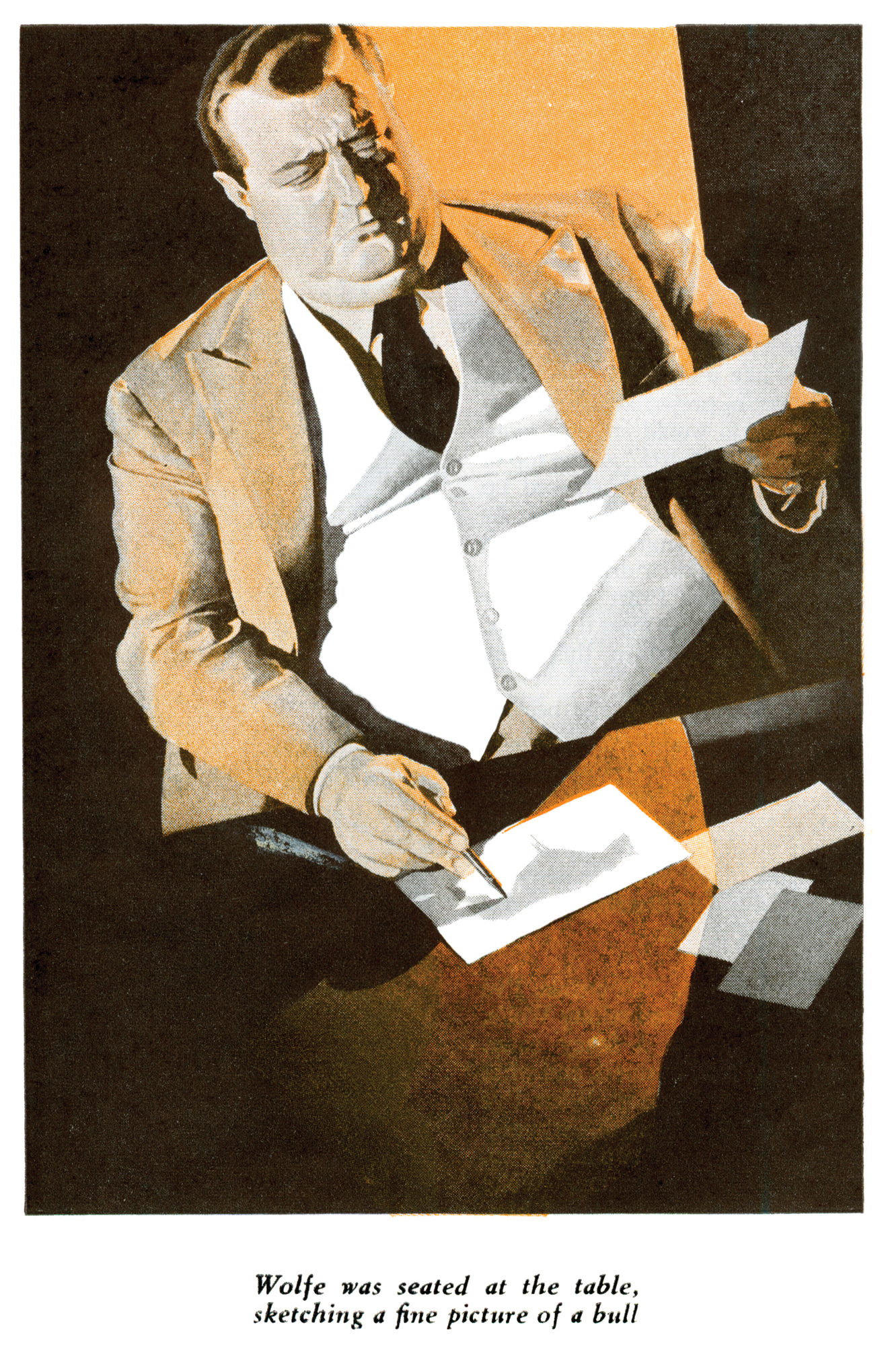
Nero Wolfe na ilustraci v časopise American Magazine

Nero Wolfe je fiktivní postava detektiva, hlavní hrdina série románů amerického spisovatele Rexe Stouta. Postava se v knize prvně objevila roku 1934, naposledy v roce 1975. Lze ji nalézt ve 33 románech a 41 povídkách. Nero Wolfe je nejslavnějším představitelem tzv. "detektiva z křesla": místo činu nenavštěvuje, nepátrá v terénu a případy řeší pouze analýzou dat, která se k němu dostávají.

## Charakter postavy
Stout Wolfeho definoval jako obézního a poněkud excentrického muže. Narodil se v Černé Hoře, kterou opustil v šestnácti letech a poté se 14 let potuloval Evropou, přičemž o aktivitách z této doby Wolfe nerad mluví, ale podle několika náznaků byly špionážního charakteru a je naznačeno, že Wolfe byl agentem rakousko-uherské tajné služby Evidenzbureau, než začal proti Rakousko-Uhersku naopak bojovat během první světové války. Uvádí se, že díky svým dobrodružstvím Wolfe zbohatl a již jako velmi movitý muž se roku 1933 usadil ve Spojených státech. V prvním románu Fer-de-Lance (1935) se píše, že Wolfeho matka žije v Budapešti a Wolfe jí posílá měsíční šek. V románové době žije detektiv v luxusním domě na Západní 35. ulici v New Yorku. Dům je zvaný Brownhouse a Wolfe ho jen velmi nerad opouští. Výjimku učiní zejména v románu Černá Hora, kdy se vrátí načas do svého rodiště, aby zde pomstil smrt svého nejstaršího přítele. Jinak zůstává mezi stěnami Brownhousu a věnuje se zde čtení knih, péči o orchideje, gurmánské konzumaci jídel připravených jeho osobním kuchařem Fritzem Brennerem a vypití šesti litrů piva denně. Nesnáší jakýkoli pohyb, fyzický kontakt, hudbu a ženy.
Důkazy a informace pro Wolfeho shání jeho asistent Archie Goodwin, elegantní mladý muž se slabostí pro atraktivní ženy, jejichž osobnost misogynní Wolfe sžíravě komentuje. Goodwin je i vypravěčem příběhů (podobně jako dr. Watson u Sherlocka Holmese). Ve fanouškovských komunitách je oblíbená teorie, že narození Wolfeho v Černé Hoře má tajný význam, neboť z díla Arthura Conana Doyla lze vydedukovat, že Sherlock Holmes a jeho femme fatale Irene Adlerová měli roku 1892 poměr právě v Černé Hoře, a Wolfe tak má být jejich syn - s touto teorií přišel v roce 1957 americký sci-fi spisovatel John Drury Clark. Stout ji ale nikdy nekomentoval a v knihách nikdy ani nenaznačil, že by měl takový autorský záměr. Jediný poukaz je, že Rex Stout roku 1949 uvedl, že Wolfemu je 56 let, což by odpovídalo roku narození 1892. Tento věk zůstává v celé sérii konstantní, ačkoli mezi vydáním prvního a posledního románu uplynulo více než 40 let. Stout to svému životopisci vysvětlil tak, že kdyby postavy měnil, čtenář by se začal soustředit spíš na ně než na případy. Stout také v komentáři k sérii uvedl, že Wolfe měří 180 cm a váží 123 kg. V některých knihách je ale naznačováno, že jeho hmotnost je ještě vyšší.
Vzorem pro mentální schopnosti Wolfeho měl být americký politik Alvey A. Adee, kterého Stout osobně poznal v námořnictvu; Wolfeho otylost ovšem Stout vytvořil podle své babičky z matčiny strany. Od ní také pochází péče o květiny.
Zajímavostí je, že v románu Liga vystrašených mužů je Wolfe zaujat knihou, "kterou mu někdo poslal z Československa". Ačkoli si knihu prohlíží a není uváděno, že by ji četl, nelze vyloučit, že Stout to mínil tak, že Wolfe jako bývalý slovanský občan Rakousko-Uherska uměl česky.
Po Stoutově smrti, roku 1984, udělila jeho žena práva na užití postavy Nero Wolfa spisovateli Robertu Goldsboroughovi. Ian Fleming složil postavě poctu tím, že se James Bond v románu On Her Majesty's Secret Service (1963) označí za Wolfeho fanouška. Kingsley Amis zařadil Wolfeho mezi tři důstojné nástupce Sherlocka Holmese (vedle Chestertonova Otce Brauna a Carrova Gideona Fella).